# Elapidae
Gli elapidi (Elapidae Boie, 1827) sono una famiglia di serpenti, rappresentata da 41 generi e da circa 180 specie distribuiti in Africa, Asia nordorientale, Australia e in misura minore America. Questa famiglia manca completamente in Europa e nel Madagascar. Agli Elapidi appartengono alcuni tra i serpenti più velenosi compresi i più grandi ofidi avvelenatori quali il cobra reale (Ophiophagus hannah), il più grande fra i serpenti dotati di veleno, con una lunghezza che può arrivare ai 5 m. Tuttavia, non tutte le forme presentano dimensioni tanto gigantesche, né troppo elevato grado di tossicità; alcune specie australiane, ad esempio, non superano i 37 cm di lunghezza e le conseguenze del loro morso risultano pari a quelle della puntura di un'ape o di una vespa.
Vista la loro stretta parentela con i Colubridae (sembra che derivino da una specie appartenente ai colubridi opistoglifi), sono stati chiamati colubridi proteroglifi da alcuni antichi autori che li hanno classificati come una sottofamiglia dei Colubridae.
A questa famiglia appartengono mamba, cobra, taipan, serpenti corallo, serpente bruno australiano. Secondo molti autori anche i serpenti di mare appartengono a questa famiglia.

## Caratteristiche morfologiche e anatomiche
Gli Elapidi sono dei proteroglifi e quindi possiedono zanne velenifere fisse (al contrario dei viperidi che le hanno mobili e le possono muovere in avanti) nella parte anteriore della bocca.
Di solito hanno il corpo e la coda slanciati; la testa rivestita di placche assai sviluppate è somigliante a quella dei Colubridi. La pupilla può essere rotonda, oppure ellittica, con disposizione verticale. Tuttavia, i caratteri che nettamente contraddistinguono tali serpenti sono offerti dalla struttura del cranio, dalla dentatura e dall'apparato velenifero. Si rileva, infatti, che l'osso mascellare, più breve di quello dei Colubridi e sviluppato posteriormente, è provvisto nella sua parte anteriore di una o due lunghe zanne, assai scanalate o canalicolate, dietro alle quali è possibile rinvenire uno o più denti pieni e piuttosto piccoli, che attestano, nelle specie che li posseggono, dello scarso processo evolutivo dell'apparato preposto alla funzione velenifera. Il mascellare, inoltre, non gode della mobilità riscontrabile, invece, nei Viperidi, per cui le zanne sono tenute costantemente erette. Entrambe le mascelle sono provviste di denti; il quadrato è assai sviluppato, mentre è assente l'osso coronoide e, in talune specie, l'osso timpanico è piuttosto raccorciato, per cui la testa appare poco distinta dal collo. Si rileva, inoltre, la completa assenza di vestigia dello scheletro appendicolare, nonché la presenza di vertebre caudali normali, con processi trasversi non troppo sviluppati. Nella maggioranza delle specie, le squame che rivestono il corpo e la coda sono lisce. La ghiandola velenifera differisce dalla parotide, sia per la forma sia per la struttura, essendo, infatti, il suo aspetto simile a quello di un fiasco dal collo assai allungato. Provvista di un particolare rivestimento, spesso e robusto, che la separa nettamente dalle labiali superiori, essa presenta all'interno alcune piccole cavità, entro le quali si accumula il veleno prodotto da apposite cellule. Tale ghiandola, inoltre, è strettamente connessa con alcuni muscoli, particolarmente col temporale anteriore, che si suddivide in tre parti. La rapida contrazione dei muscoli determina la compressione della ghiandola, che versa, in tal modo, il suo contenuto all'esterno, attraverso i canali, o le scanalature delle zanne.

## Riproduzione
La maggior parte degli Elapidi si riproduce per mezzo di uova, assai spesso di forma allungata, mentre altri partoriscono figli vivi. Nell'uno e nell'altro caso, il numero dei piccoli è quasi sempre assai elevato - per quanto sia generalmente maggiore nei vivipari - e a ciò è dovuta l'ampia diffusione assunta da tali rettili.

## Ecologia, etologia e diffusione
Diverso è l'habitat degli Elapidi per le diverse specie. Alcuni sono tipicamente arboricoli, altri terricoli, o addirittura fossori, alcuni prediligono le zone umide e ricche di vegetazione e altri, invece, amano vivere di frequente nelle acque. Da quanto si è detto, si può facilmente comprendere quanto ampia sia la loro diffusione: particolarmente numerosi in Australia - dove si spingono fino alle isole Figi e Salomone - come pure in Asia e in Africa, essi sono rappresentati anche nell'America settentrionale, con i generi Micrurus e Micruroides, e nell'America meridionale, con i generi Leptomicrurus e Micrurus. Gli Elapidi sono assenti dall'Europa. In Africa, ma limitatamente al Camerun, al Congo e alla regione circostante il lago Tanganica, abita l'elegante cobra acquatico, che, come indica il nome, vive di preferenza in acqua, nella quale nuota con notevole agilità. Di solito, nottetempo, esso si riporta sulla terraferma, per nascondersi nel folto della vegetazione, mentre, alle prime luci dell'alba, scivola lentamente alla ricerca di una roccia sicura, per godersi i primi raggi del Sole e assicurarsi quel calore di cui abbisogna il suo corpo per raggiungere il massimo di efficienza. Raggiunto tale scopo, esso si tuffa nell'acqua, iniziando un'accanita caccia ai pesci, che costituiscono il suo alimento fondamentale. Nell'acqua, esso è più pericoloso che a terra, poiché la maggiore agilità di movimenti ne determina una maggiore sicurezza e, quindi, un'accentuazione delle tendenze aggressive. Diverse sono le abitudini dell'aspidelape lubrico, rettile tipicamente fossorio, che abita la sezione meridionale dell'Africa. Esso è solito sostare in gallerie scavate nel terreno, dalle quali esce generalmente al tramonto, ma, talvolta anche di giorno, soltanto per cacciare piccoli vertebrati che, insieme a uova di sauri rinvenute nel terreno, costituiscono la base della sua alimentazione. Nelle giungle birmane e malesi, nelle isole della Sonda, delle Filippine e nella Cina meridionale, è presente il cobra reale, così come nelle foreste dell'Africa tropicale e meridionale si rinvengono i temibili mamba (genere Dendroaspis) e, nella sola Africa meridionale, i cobra sputatori. Come si è detto, l'Australia ospita un gran numero di Elapidi alcuni dei quali velenosissimi e altri, invece, dal veleno poco attivo; taluni tendenzialmente aggressivi, quindi pericolosi, e altri di indole tranquilla. Appartiene a quest'ultimo gruppo il serpente nero d'Australia, che si decide ad azzannare nemici soltanto quando qualcosa gli impedisce la fuga verso il liquido elemento. Costituiscono, infatti, il suo ambiente preferito i laghi, gli stagni e i fiumi dell'Australia e della Nuova Guinea, dove più facili sono per esso la difesa dai nemici e la ricerca dell'alimento costituito da anfibi, sauri, piccoli uccelli e piccoli mammiferi. Attivo di giorno e di notte, il serpente nero d'Australia si porta di sovente sulla terraferma, dove, peraltro, si muove con minore agilità, per ricercarvi qualche animaletto che integri l'eventuale scarso pasto già consumato nell'acqua. Quando è costretto alla difesa, erge un poco la prima parte del corpo, dilatando leggermente il collo e tenendosi pronto a colpire con le sue zanne micidiali, con un comportamento veramente simile a quello del cobra. Il suo veleno è notevolmente tossico come lo è quello delle altre specie del genere Pseudechis.